# Chananja
De naam Chananja, Hananiah, Chananiach, komt verschillende keren voor het het Oude Testament, voornamelijk in geslachtsregisters. De Griekse vorm, die voorkomt in het Nieuwe Testament is Ananias. De naam betekent letterlijk "God is genadig".
- Jeremia 28. Een profeet die door Jeremia als valse profeet werd herkend, waardoor hij nog hetzelfde jaar stierf.
- Daniël. Een van de vrienden van Daniël. Zijn Babylonische naam was Sadrach.
- 1 Kronieken 25. Een van de zonen van Heman die als zangers in de tempel worden aangesteld.